# Jaka Klobučar
Jaka Klobučar, né le 19 août 1987 à Novo mesto, dans la République socialiste de Slovénie, est un joueur slovène de basket-ball, évoluant au poste d'arrière.

## Carrière
En mai 2014, il remporte le championnat de Slovénie avec le KK Krka et est nommé meilleur joueur des Finales. Le 21 novembre 2019 après quelques jours d'essai il signe à Chalon-sur-Saône.
En janvier 2021, Klobučar s'engage avec le club turc du Büyükçekmece Basketbol.